# Comté de Walthall
Le comté de Walthall est situé dans l’État du Mississippi, aux États-Unis. Il comptait 49 644 habitants en 2000. Son siège est Tylertown.